# Commune libre
 (juin 2020).
Si vous disposez d'ouvrages ou d'articles de référence ou si vous connaissez des sites web de qualité traitant du thème abordé ici, merci de compléter l'article en donnant les références utiles à sa vérifiabilité et en les liant à la section « Notes et références ».
Une commune libre est, en France, une association ayant pour but d'animer et de valoriser l'identité d'un quartier au sein d'une commune. 
Le concept et le nom de commune libre renvoient à une tradition remontant au Moyen Âge.

## Origine
Au Moyen Âge, cette expression qualifie un quartier ou un faubourg qui, dans une ville, brigue le statut de commune indépendante. À terme, la « commune libre » est généralement absorbée par la ville dont elle se déclare indépendante.
À la fin du XIXe siècle, le nom de communes libres est donné à des groupes costumés parodiant l'administration municipale. Ainsi, on y retrouve les personnages traditionnels d’un village (maire, garde-champêtre, curé, instituteur…).

## Régime juridique
Les communes libres sont des associations de quartier régies par la loi de 1901.

## Vocation
Ces associations ont pour objet l’animation sociale, culturelle et sportive du quartier, la défense de son environnement et de son cadre de vie, dans un esprit de convivialité et de solidarité.
Il existe une Charte des communes Libres de France, rédigée dans le dessein de conserver les traditions et de célébrer la mémoire des personnes et des choses.